# Nieuw-Zeelandse vruchtenduif
De Nieuw-Zeelandse vruchtenduif of de Nieuw-Zeelandse duif (Hemiphaga novaeseelandiae) is een vogel die endemisch is in Nieuw-Zeeland. De meest gebruikte naam is kererū, van oorsprong de Maori-naam.

## Kenmerken
De Nieuw-Zeelandse duif wordt in het Nederlands soms ook wel tuinbroekduif genoemd, omdat zijn witte buik en witte schouderbanden doet denken dat de Nieuw-Zeelandse vruchtenduif een tuinbroek aan heeft. Het verenkleed is donker met iriserend bronskleurige en groene veren op de bovendelen en borst. Buik en onderdelen zijn wit. Het verenkleed bij beide geslachten is gelijk. De lichaamslengte bedraagt 46 tot 50 cm en het gewicht 600 tot 800 gram.

## Leefwijze
De Nieuw-Zeelandse duif voedt zich vooral met de vruchten van de grote inheemse bomen, zoals karaka, tawa en taraire. Ze voeden zich ook met bladeren, scheuten, bloemen en knoppen van inheemse en exotische soorten in de winter en het voorjaar, wanneer vruchten niet beschikbaar zijn.

## Voortplanting
De Nieuw-Zeelandse duif is een langzame broeder, die slechts een ei bebroedt in de lente of zomer. Dit doen beide ouders beurtelings over een periode van 28 tot 30 dagen. Het nest is een broos platform van twijgen. Het kuiken blijft 36 tot 45 dagen in het nest en wordt gevoed met duivenmelk.

## Verspreiding en leefgebied
De soort is endemisch in Nieuw-Zeeland en telt twee ondersoorten:
- H. n. novaeseelandiae: Nieuw-Zeeland.
- H. n. spadicea: Norfolk.

Een nauwe verwant die ook wel als ondersoort wordt beschouwd is de chathamduif (H. chathamensis) van de Chathameilanden 800 km oostelijk van Nieuw-Zeeland.

## Status
De grootte van de populatie is nog niet gekwantificeerd. Zeker tussen 1990 en 2010 nam het aantal sterk af, maar in 2022 meldde BirdLife International dat de aantallen toenemen. De achteruitgang werd veroorzaakt door habitatverlies door ontbossing, overbegrazing en ontginning voor agrarisch gebruik. Veel inheemse bomen zijn van deze vogels afhankelijk voor zaadverspreiding, waardoor de regeneratie van het bos ook in gevaar komt. Verder werd de Nieuw-Zeelandse duif vroeger bejaagd door zowel Maori en Europeanen. Daarnaast werden eieren en jongen gepredeerd door ingevoerde roofdieren zoals hermelijnen (Mustela erminea), katten, possums (Trichosurus vulpecula) en ratten (Rattus rattus). Door de toenemende populatie staat deze soort als niet bedreigd op de Rode Lijst van de IUCN.